# Trumer Triathlon

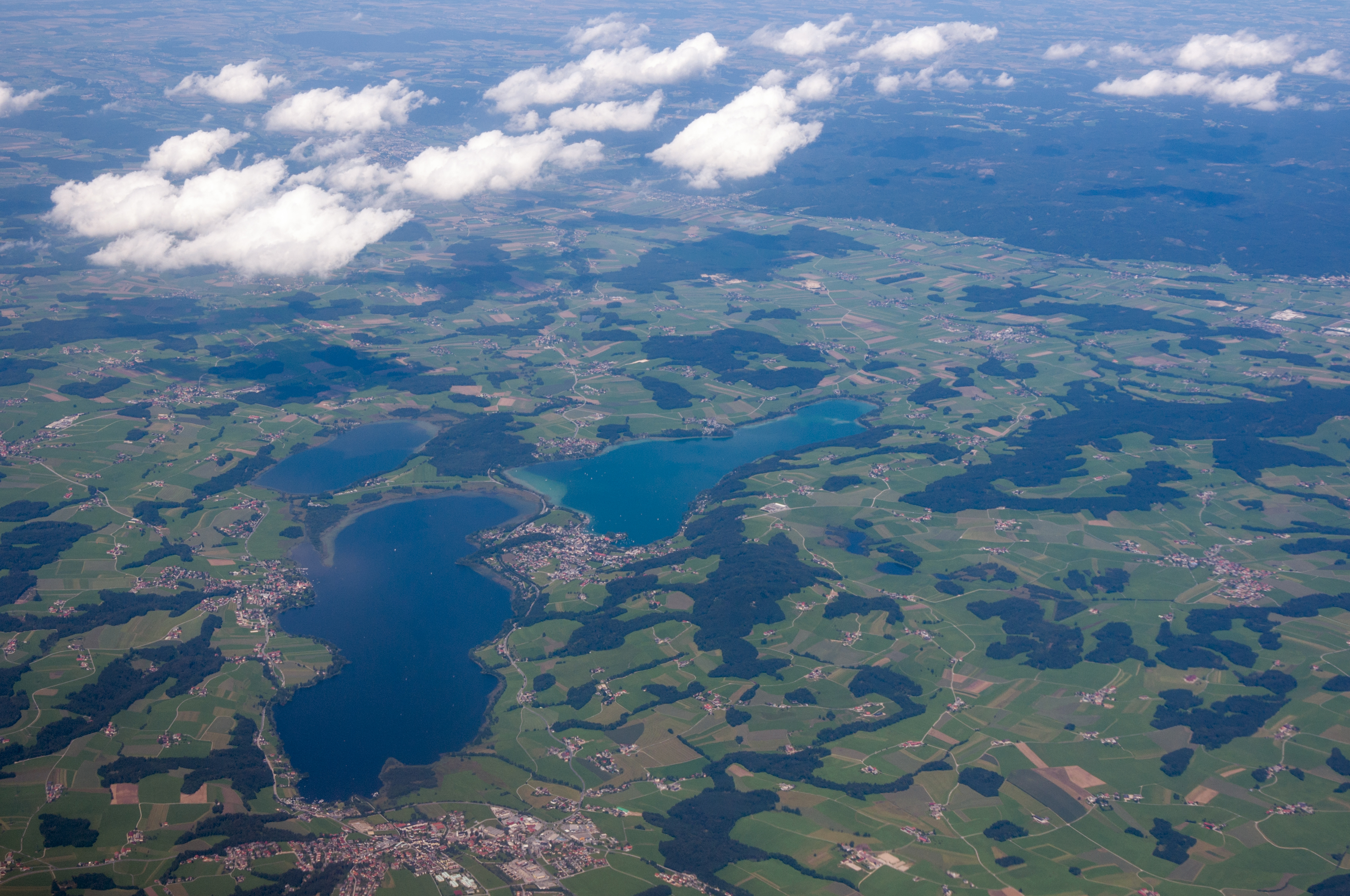
Blick auf das Salzburger Seengebiet – Obertrum am See ist links unten

Der Trumer Triathlon ist eine Triathlon-Veranstaltung mit gesamt sieben Bewerben. Er findet seit 2010 jährlich im Juli in und um die Marktgemeinde Obertrum am See in Salzburg statt.
Am Freitag findet alljährlich das Seecrossing statt, am Samstag finden der Kindertriathlon sowie der Funtriathlon, der Sprinttriathlon und der Charity Run statt. Sonntags finden mit Kurz- und Mitteldistanz die beiden längeren Distanzen statt.

## Geschichte
2011, 2015 und erneut 2018 wurden hier im Salzburger Seengebiet die österreichischen Staatsmeisterschaften auf der Mitteldistanz (1,9 km Schwimmen, 90 km Radfahren und 21,1 km Laufen) ausgetragen. 2013 und 2014 wurden hier auch die Staatsmeisterschaften auf der Kurzdistanz (1,5 km Schwimmen, 40 km Radfahren und 10 km Laufen) ausgetragen.
2014 war der Trumer Triathlon im Gebiet des Obertrumer Sees ein Rennen der länderübergreifenden Kombinationswertung im Rahmen des Alpenass – zusammen mit dem Chiemsee Triathlon, dem Trans Vorarlberg Triathlon und dem Schliersee Alpen Triathlon.
Für die neunte Austragung im Juli 2018 waren hier knapp 1900 Starter aus 26 Nationen für einen Startplatz gemeldet.
2019 wurden hier zum dritten Mal (nach 2013 und 2014) die Staatsmeisterschaften auf der Triathlon-Kurzdistanz ausgetragen. Am 17. Juli 2022 wurden hier wieder die Staatsmeisterschaften ausgetragen.
2023 waren hier über 1600 Athleten aus über 24 Ländern vom 14. bis 16. Juli am Start.
Im Juli 2025 war hier die 15. Austragung.

## Ergebnisse

### Sprintdistanz
Die Sprintdistanz im Triathlon geht über die Distanzen 750 m Schwimmen, 25,4 km Radfahren und 5,2 km Laufen.
- Eine Schwimmrunde über 750 m
- Zwei Radrunden über insgesamt mit 25,4 km
- Abschließender 5,2-km-Lauf über zwei Runden

| Datum/Jahr    | Männer                  | Männer              | Männer            | Frauen             | Frauen             | Frauen                |
| Datum/Jahr    | Erster Platz            | Zweiter Platz       | Dritter Platz     | Erster Platz       | Zweiter Platz      | Dritter Platz         |
| ------------- | ----------------------- | ------------------- | ----------------- | ------------------ | ------------------ | --------------------- |
| 19. Juli 2025 | Ruben Zepuntke          | Lukas Stahl         | David Zechleitner | Linda Hehenwarter  | Jule Foelckel      | Leonie Hauser         |
| 19. Juli 2024 | Philip Pertl -2-        | Patrik Leitner      | Oliver Janny      | Sabrina Exenberger | Lisa Watschinger   | Yasmin Rieger         |
| 16. Juli 2023 | Oliver Janny -2-        | Johann Grundbichler | Peter Huber       | Julia Skala        | Sabrina Exenberger | Iris Reif             |
| 17. Juli 2021 | Oliver Janny            | Philip Pertl        | Sebastian Hanusch | Katharina Loidl    | Linda Hehenwarter  | Kristína Neč-Lapinová |
| 27. Juli 2019 | Philip Pertl            | Peter Müllner       | Oliver Janny      | Sigrid Herndler    | Kim Van U Verlaat  | Laura Weigel          |
| 21. Juli 2018 | Peter Huber             | Johann Grundbichler | Manuel Hückel     | Lemuela Wutz       | Sabrina Exenberger | Julia Bauböck         |
| 2016          | Johann Grundbichler -2- | Sebastian Hanusch   | Karl Wimmer       | Jacqueline Kallina | Hannah Moser       | Julia Bauböck         |
| 21. Juli 2015 | Johann Grundbichler     | Sebastian Hanusch   | Andreas Raffler   | Johanna Erhard     | Hannah Hanusch     | Katharina Loidl       |

### Kurzdistanz
Die Triathlon-Kurzdistanz (auch „olympische Distanz“) geht über die Distanzen 1,5 km Schwimmen, 41,8 km Radfahren und 10 km Laufen.
- Zwei Schwimmrunden über insgesamt 1,5 km
- Radstrecke mit 41,8 km
- Abschließender 10-km-Lauf

| N ° | Datum/Jahr    | Männer              | Männer              | Männer            | Frauen                  | Frauen           | Frauen             |
| N ° | Datum/Jahr    | Erster Platz        | Zweiter Platz       | Dritter Platz     | Erster Platz            | Zweiter Platz    | Dritter Platz      |
| --- | ------------- | ------------------- | ------------------- | ----------------- | ----------------------- | ---------------- | ------------------ |
| 9   | 20. Juli 2025 | Peter Müllner       | Markus Wimmer       | Florian Fink      | Hannah Wöll             | Sonja Tajsich    | Sabrina Exenberger |
| 8   | 19. Juli 2024 | Daniel Niederreiter | Philipp Meyer       | David Zechleitner | Therese Feuersinger -3- | Julia Lange      | Anja Weilguni      |
| 7   | 16. Juli 2023 | Daniel Niederreiter | Daniel Grabner      | Ulrich Hermann    | Therese Feuersinger -2- | Johanna Hiemer   | Sonja Tajsich      |
| 6   | 17. Juli 2022 | Lukas Hollaus -2-   | Alois Knabl         | Moritz Meier      | Therese Feuersinger     | Simone Kumhofer  | Jacqueline Kallina |
| 5   | 18. Juli 2021 | Herbert Enzinger    | Daniel Niederreiter | Peter Huber       | Julia Skala             | Julia Jaenicke   | Fenja Ickert       |
| 4   | 28. Juli 2019 | Lukas Hollaus       | Lukas Pertl         | Thomas Springer   | Lisa Hütthaler -2-      | Pia Hehenwarter  | Simone Kumhofer    |
| 3   | 22. Juli 2018 | Paul Reitmayr       | Massimo Köstl       | Leon Zimmermann   | Hannah Hanusch          | Kathrin Höfer    | Lucia Resch        |
| 2   | 19. Juli 2014 | Nikolaus Wihlidal   | Daniel Niederreiter | Christoph Lorber  | Romana Slavinec         | Sylvia Gehnböck  | Daniela Kratz      |
| 1   | 20. Juli 2013 | Andreas Giglmayr    | Lukas Hollaus       | Nikolaus Wihlidal | Lisa Hütthaler          | Lydia Waldmüller | Romana Slavinec    |

| ÖTRV – Staatsmeisterschaft Kurzdistanz |

### Mitteldistanz
Auf der Mitteldistanz gehen die Distanzen über 1,9 km Schwimmen, 90 km Radfahren und 21,1 km Laufen.
Die Streckenrekorde werden gehalten seit 2018 von Beatrice Weiß (04:11:01,11 h) und seit 2021 von Patrick Lange (03:55:04,82 h).
- Zwei Schwimmrunden über insgesamt 1,9 km
- Drei hügelige Radrunden à 29,5 km und 310 hm
- Abschließender Halbmarathon mit Ziel im Ortszentrum von Obertrum

| N ° | Datum/Jahr    | Männer               | Männer              | Männer                | Frauen              | Frauen              | Frauen            |
| N ° | Datum/Jahr    | Erster Platz         | Zweiter Platz       | Dritter Platz         | Erster Platz        | Zweiter Platz       | Dritter Platz     |
| --- | ------------- | -------------------- | ------------------- | --------------------- | ------------------- | ------------------- | ----------------- |
| 15  | 20. Juli 2025 | Rafael Lukatsch      | Philip Pertl        | Alexander Richter     | Daniela Kleiser     | Anna Pabinger       | Leana Bissig      |
| 14  | 19. Juli 2024 | Panagiotis Bitados   | Thomas Steger       | Wilhelm Hirsch        | Caroline Pohle      | Tanja Stroschneider | Gabriele Obmann   |
| 13  | 16. Juli 2023 | Lukas Hollaus        | Tom Hug             | Wilhelm Hirsch        | Carolin Lehrieder   | Lisa-Maria Dornauer | Katharina Loidl   |
| 12  | 17. Juli 2022 | Ruben Zepuntke       | Marc Eggeling       | Matthias Hohlrieder   | Lena Götzenberger   | Gabriele Obmann     | Carolin Lehrieder |
| 11  | 18. Juli 2021 | Patrick Lange (SR)   | Georg Enzenberger   | Marc Eggeling         | Simone Kumhofer     | Gabriele Obmann     | Lemuela Wutz      |
| 10  | 28. Juli 2019 | Andreas Giglmayr -2- | Marc Eggeling       | Thomas Angerer        | Camilla Pedersen    | Sylvia Gehnböck     | Rike Westermann   |
| 9   | 22. Juli 2018 | Andreas Giglmayr     | Andreas Silberbauer | Massimo Cigana        | Beatrice Weiß (SR)  | Michaela Herlbauer  | Romana Slavinec   |
| 8   | 23. Juli 2017 | Horst Reichel        | Andreas Giglmayr    | Stefan Hehenwarter    | Romana Slavinec -2- | Lisa-Maria Dornauer | Laura Zimmermann  |
| 7   | 2016          | Thomas Steger -3-    | Stefan Hehenwarter  | Franz Höfer           | Romana Slavinec     | Simone Fürnkranz    | Sylvia Gehnböck   |
| 6   | 19. Juli 2015 | Thomas Steger -2-    | Paul Ruttmann       | Dominik Berger        | Simone Fürnkranz    | Kamila Polak        | Michaela Rudolf   |
| 5   | 2014          | Thomas Steger        | Franz Höfer         | Christoph Schlagbauer | Eva Potůčková -2-   | Erika Csomor        | Ulrike Schwalbe   |
| 4   | 21. Juli 2013 | Massimo Cigana -2-   | Christian Ritter    | Swen Sundberg         | Michaela Herlbauer  | Eva Potůčková       | Ulrike Schwalbe   |
| 3   | 22. Juli 2012 | Markus Liebelt       | Daniel Niederreiter | Christoph Lorber      | Diana Riesler       | Kamila Polak        | Dominique Angerer |
| 2   | 17. Juli 2011 | Franz Höfer          | Markus Fachbach     | Philipp Podsiedlik    | Eva Potůčková       | Simone Fürnkranz    | Renate Forstner   |
| 1   | 2010          | Massimo Cigana       | Daniel Niederreiter | Alexander Bonauer     | Eva Dollinger       | Monika Stadlmann    | Barbara Tesar     |

| ÖTRV – Staatsmeisterschaft Mitteldistanz |